# Stała stechiometryczna
Stała stechiometryczna – teoretyczna ilość powietrza, potrzebna do całkowitego spalenia jednostki masy danego paliwa.

## Silniki benzynowe
Wyraża się ją w kilogramach powietrza koniecznego do spalenia kilograma paliwa. Wynosi ona około 14–16 kg powietrza na każdy kilogram benzyny.